# كارل فريدريك فليمنيغ
كارل فريدريك فليمنيغ (بالألمانية: Carl Friedrich Flemming)‏ هو طبيب نفسي ألماني، ولد في 27 ديسمبر 1799 في يوتربوغ في ألمانيا، وتوفي في 1880 في فيسبادن في ألمانيا.